# 133746 Tonyferro
133746 Tonyferro este o planetă minoră (asteroid) din centura de asteroizi. A fost descoperită pe 16 noiembrie 2003 la Catalina Station⁠(d) de Catalina Sky Survey. 
Obiectul prezintă o orbită caracterizată de o semiaxă mare de 2,7971106168564 UAi, o excentricitate de 0,1, o înclinație de 4 ° în raport cu ecliptica.